# Оливник зеленокрилий
Оли́вник зеленокрилий (Ixos virescens) — вид горобцеподібних птахів родини бюльбюлевих (Pycnonotidae). Ендемік Індонезії. Ixos sumatranus раніше вважався підвидом зеленокрилого оливника.

## Поширення і екологія
Зеленокрилі оливники є ендеміками Яви. Вони живуть у вологих гірських і рівнинних тропічних лісах. Зустрічаються на висоті від 800 до 3000 м над рівнем моря.